# Swietłana Sajkina
Swietłana Władimirowna Sajkina (z domu Iwanowa) (ros. Светлана Владимировна Сайкина, урождённая Иванова; ur. 10 lipca 1985) – rosyjska lekkoatletka specjalizująca się w rzucie dyskiem.
W 2004 była piąta na mistrzostwach świata juniorów, a w 2007 zdobyła brązowy medal młodzieżowych mistrzostw Europy. Nie udało jej się wywalczyć awansu do finału podczas igrzysk olimpijskich w Pekinie (2008) i mistrzostwach świata w Berlinie (2009). W 2010 była dziesiąta na mistrzostwach Europy, a w 2011 zdobyła brązowy medal uniwersjady. Medalistka mistrzostw Rosji i reprezentantka kraju w pucharze Europy.
Rekord życiowy: 63,42 (6 lipca 2008, Tuła).